# Graphoderus
Graphoderus là một chi bọ cánh cứng trong họ Dytiscidae bản địa của miền Cổ bắc, bao gồm châu Âu, và Cận Đông.

## Hình ảnh

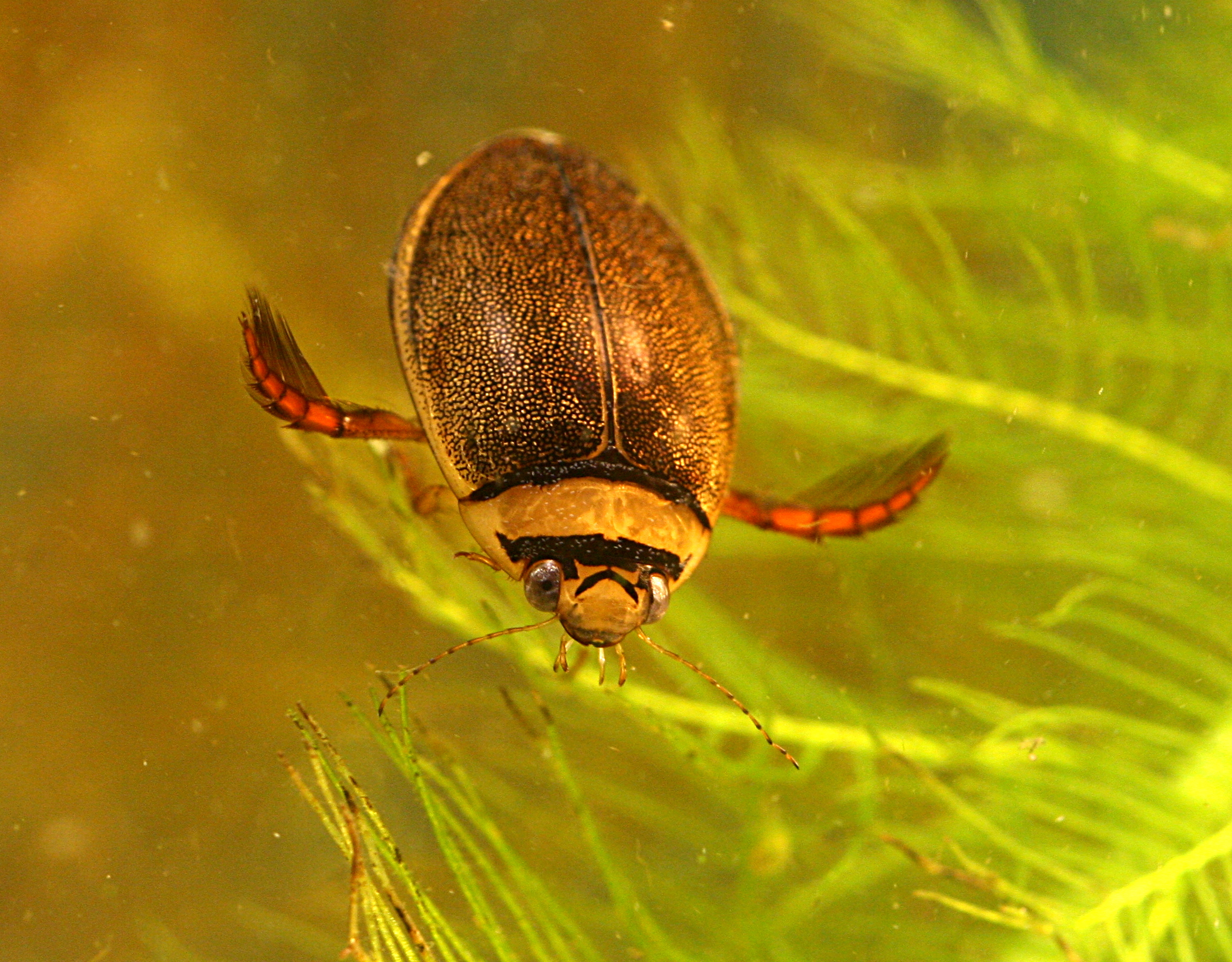